# Trémadocien
Stratigraphie
Étage 10 Floien
Furongien
Le Trémadocien est le premier étage stratigraphique des séries de l'Ordovicien inférieur. Il s'étend entre 485,4 ± 1,9 et 477,7 ± 1,4 million d'années.

## Nom et historique
Le nom Trémadocien a été donné en référence à Tremadoc, village du Nord du Pays de Galles. Cet étage correspond presque aux séries Tremadoc (Tremadoc group), dont une première définition a été donnée par le géologue Adam Sedgwick en 1847.

## Définition
| Silurien                                            | Llandovérien | Rhuddanien  | plus récent    |
| Ordovicien                                          | supérieur    | Hirnantien  | 445.2 – 443.1  |
| Ordovicien                                          | supérieur    | Katien      | 452.8 – 445.2  |
| Ordovicien                                          | supérieur    | Sandbien    | 458.2 – 452.8  |
| Ordovicien                                          | moyen        | Darriwilien | 469.4 – 458.2  |
| Ordovicien                                          | moyen        | Dapingien   | 471.3 – 469.4  |
| Ordovicien                                          | inférieur    | Floien      | 477.1 – 471.3  |
| Ordovicien                                          | inférieur    | Trémadocien | 486.85 – 477.1 |
| Cambrien                                            | Furongien    | Étage 10    | plus ancien    |
| Subdivision de l'Ordovicien selon l'ICS, août 2018. |              |             |                |

La base du Trémadocien (et donc de l'Ordovicien) est définie par la première apparition de l'espèce de conodontes Iapetognathus fluctivagus. Cette limite est légèrement au-dessus de la zone de conodontes Cordylodus lindstromi et juste en dessous de la première apparition des premiers graptolites planctoniques. Le point stratotypique mondial (PSM, en anglais : GSSP), limite entre le Trémadocien et l'étage inférieur (l'étage 10 du Cambrien), se trouve à Green Point, pointe située sur la côte ouest de Terre-Neuve dans le parc national du Gros-Morne au Canada. Une étude publiée en 2011 a montré que le conodonte I. fluctivagus est absent au point stratotypique et suggère une redéfinition de celui-ci car ne remplissant plus les conditions de définition d'un PSM.
La limite supérieure, avec l'étage floien, est fixée à la première apparition des graptolites de l'espèce Tetragraptus approximatus.